# Piero Cappuccilli
Piero Cappuccilli (Triëst, 9 november 1929 - aldaar, 12 juli 2005) was een Italiaanse operabariton, gespecialiseerd in Verdi-rollen, vooral Macbeth en Simon Boccanegra. Hij was beroemd vanwege zijn uitzonderlijke adembeheersing en gladde legato. Door velen wordt hij gezien als een van de beste Italiaanse baritons van de tweede helft van de twintigste eeuw.

## Biografie
Cappuccilli was oorspronkelijk voorbestemd om architect te worden, maar na aanmoediging van familieleden besloot hij een carrière in de opera na te streven. Hij studeerde bij Luciano Donaggio in zijn geboortestad, en maakte zijn toneeldebuut daar in 1951 met het zingen van kleine rollen.
Hij maakte zijn officiële operadebuut in 1957 aan het Teatro Nuovo in Milaan, waar hij Tonio in Pagliacci zong. In 1960 maakte hij zijn debuut aan de Metropolitan Opera, waar hij Giorgio Germont in La traviata zong, hetgeen zijn enige uitvoering aan de “Met” zou blijven.
Cappuccilli bracht het grootste gedeelte van zijn zangcarrière door in Europa, met slechts af en toe reizen naar Noord- en Zuid-Amerika. Hij maakte zijn debuut aan het Teatro alla Scala in 1964 als Enrico, aan het Royal Opera House in Londen als Germont in 1967, en zijn debuut aan de Opéra de Paris vond plaats in 1978, als Amonasro. Hij verscheen ook aan de Weense Staatsopera en de Salzburger Festspiele. Hij werkte met de grootste Europese dirigenten van zijn tijd (Herbert von Karajan, Gianandrea Gavazzeni, Claudio Abbado, Erich Kleiber) en werd een van de beste vertolkers van het Italiaanse repertoire.
Hij zong tot hij begin in de zestig was, tot een auto-ongeluk in 1992 zijn toneelcarrière beëindigde. Hij stierf in zijn geboortestad Triëst, op de leeftijd van 75 jaar.

## Discografie
Cappuccilli liet een grote discografie na: hij nam Lucia di Lammermoor tweemaal op, eerst met Maria Callas in 1959, later met Beverly Sills in 1970. Andere opmerkelijke opnames zijn Rigoletto, tegenover Ileana Cotrubas en Plácido Domingo, onder Carlo Maria Giulini; Macbeth, tegenover Shirley Verrett en Simon Boccanegra, tegenover Mirella Freni en Nicolai Ghiaurov, beide onder Claudio Abbado.